# Верхня Рахманка
Верхня Рахма́нка (рос. Верхняя Рахманка, ерз. Верхняя Рахманка) — село у складі Торбеєвського району Мордовії, Росія. Входить до складу Красноармійського сільського поселення.
Населення — 3 особи (2010; 9 у 2002).
Національний склад станом на 2002 рік:
- росіяни — 100 %